# Рікардія широколистувата
Рікардія широколистувата (Riccardia latifrons) — вид печіночників родини безжилкових (Aneuraceae).

## Характеристики

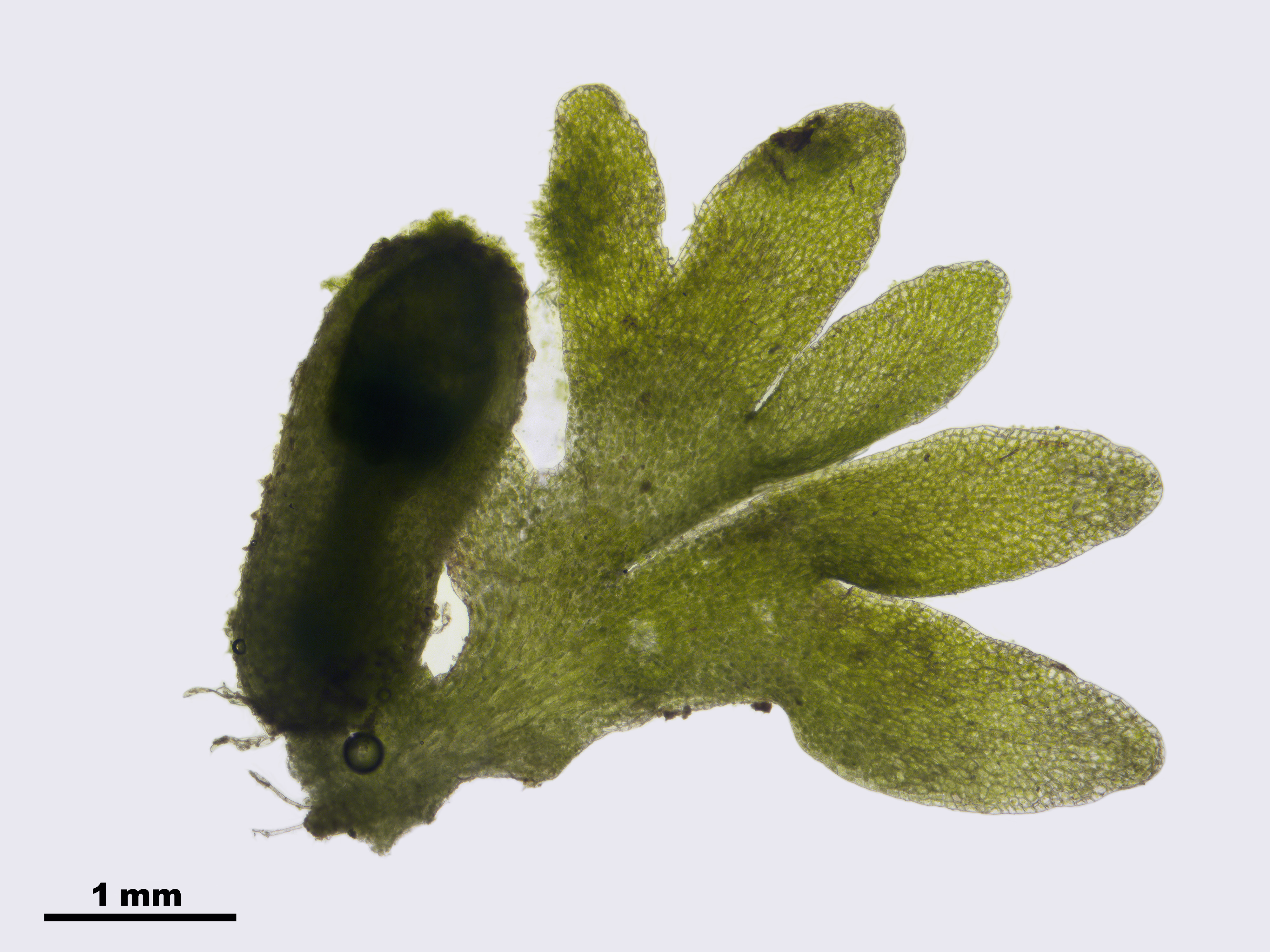

Таломи від жовто-зеленого до темно-зеленого кольору, від повзучих до висхідних, неправильні одно-двоперісті чи рогові гілки, ≈ 1 сантиметра завдовжки, гілки мають 1 міліметр завширшки та язикоподібні, кінчик округлий або серцеподібний. На поперечному зрізі талому злегка лінзоподібний, в середині від 4 до 7 клітинних шарів, краї двошарові, крайній ряд клітин зазвичай одношаровий. Масляні тільця зазвичай відсутні в усіх клітинах талому; лише рідко від одного до трьох можуть бути присутніми в старих гіподермальних клітинах. Розподіл за статтю автодомний. Чоловічі та жіночі гаметангії розташовані на коротких гілках. Спори жовтувато-коричневі, від тонкопапілозних до майже гладких і розміром від 14 до 17 мікрометрів. Часто розвиваються спорові коробочки. На кінцях талому зрідка утворюються яйцеподібні виводкові тіла.

## Поширення
Зареєстрований у Європі, Азії, Північної Америки, Південної Америки.
Придатні місця для зростання — вологі, тінисті ліси, лісові яри, північні схили, долини струмків, алювіальні ліси, джерела та болота. Вид росте переважно на вологій гнилій деревині.